# Uniwersytet Kazimierza Wielkiego w Bydgoszczy

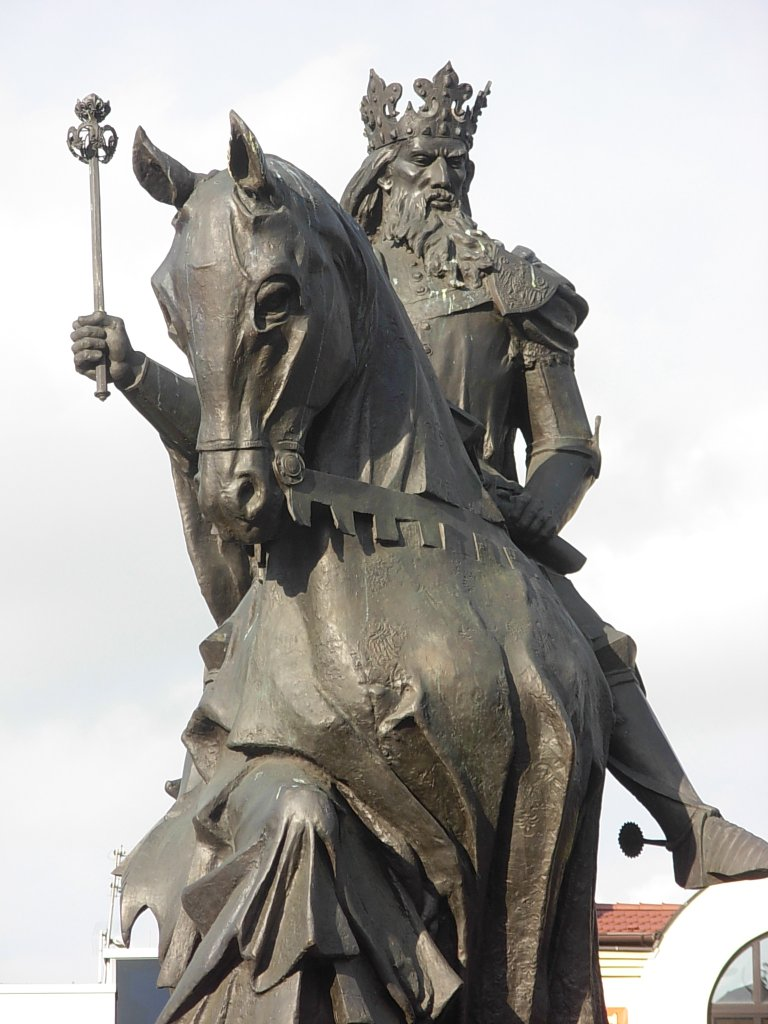
Kazimierz III Wielki – patron bydgoskiego uniwersytetu (na zdjęciu jego pomnik w Bydgoszczy). Król – urodzony na Kujawach – był założycielem Akademii Krakowskiej w 1364, dawcą praw miejskich Bydgoszczy w 1346 r. oraz budowniczym zamku bydgoskiego (1343–1360)

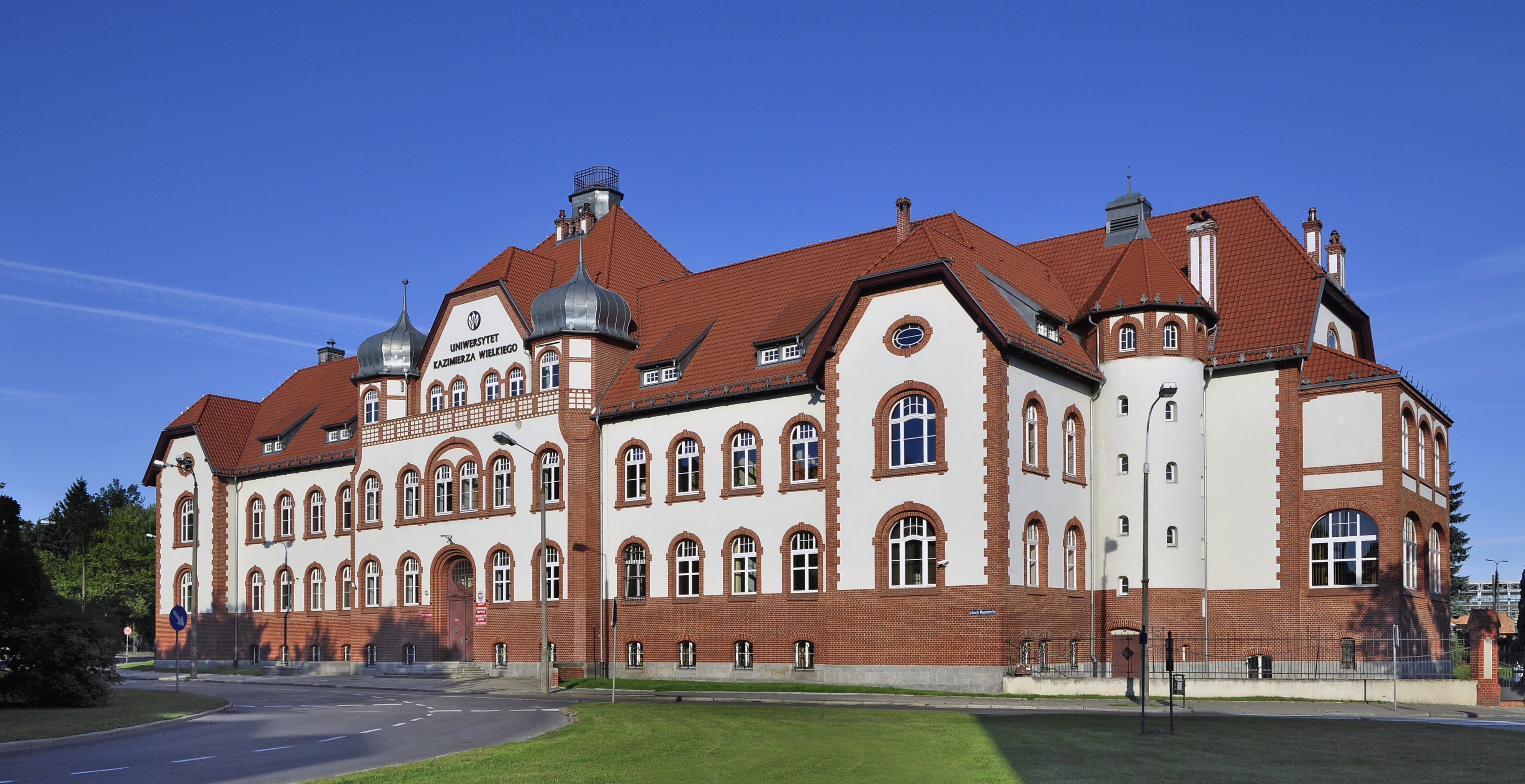
Budynek dawnych Instytutów Rolniczych (zał. 1906), mieszczący niektóre jednostki Wydziału Matematyki, Fizyki i Techniki UKW

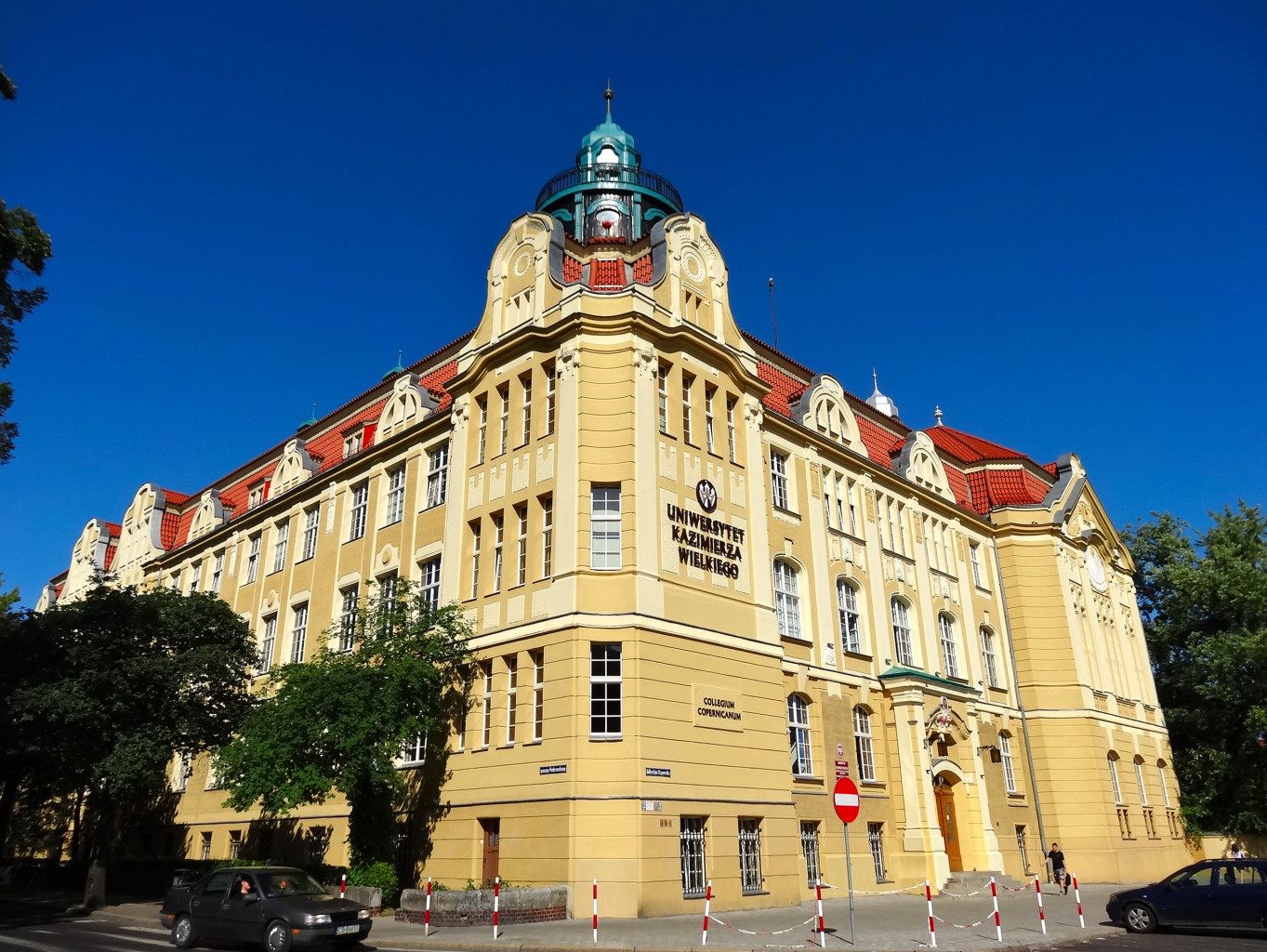
Copernicanum – siedziba Instytutu Mechaniki i Informatyki Stosowanej

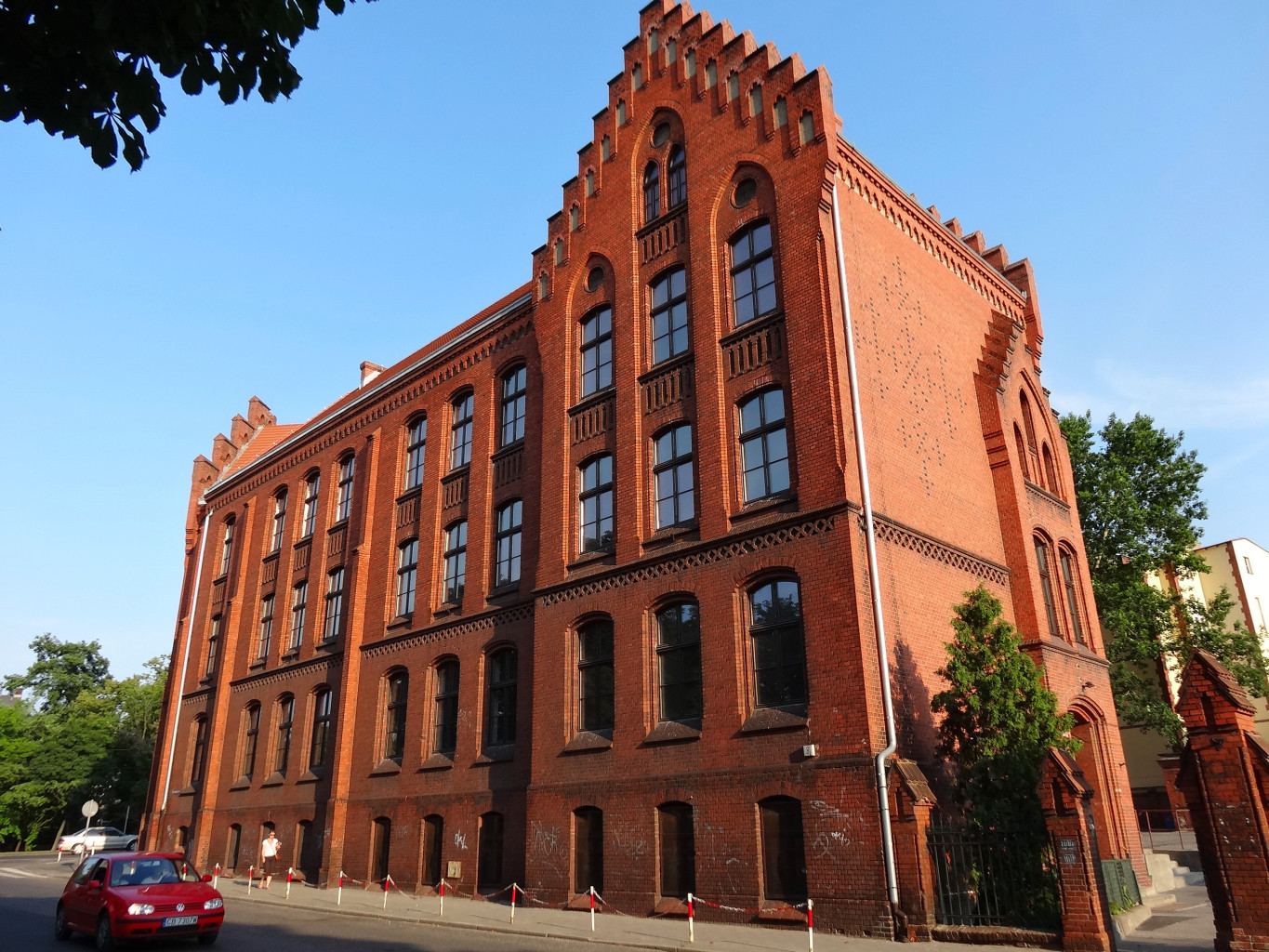
Katedra Dziennikarstwa i Komunikacji Społecznej przy Placu Kościeleckich

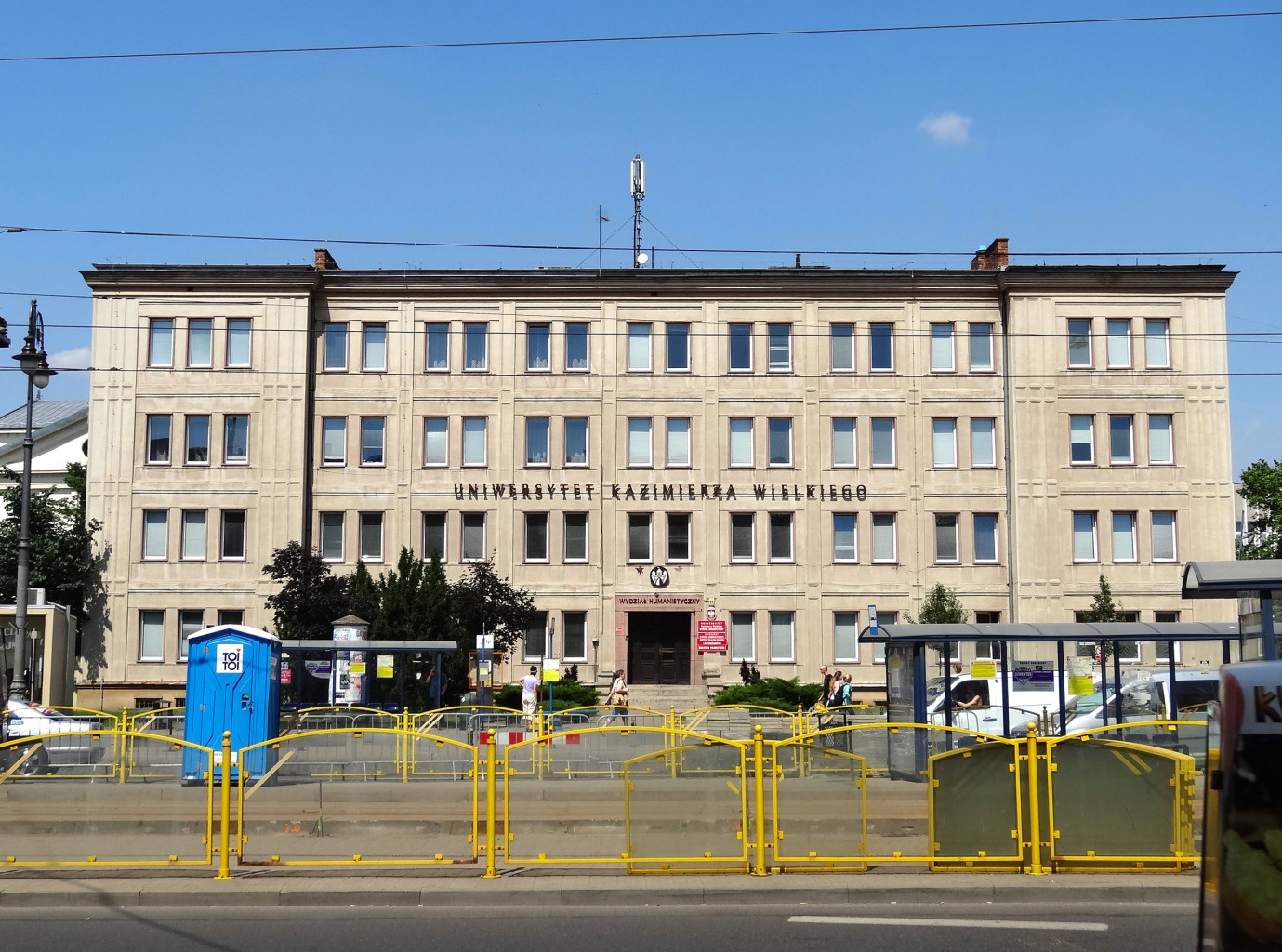
Budynek Wydziału Humanistycznego, Instytutu Filologii Polskiej i Kulturoznawstwa przy ul. Jagiellońskiej

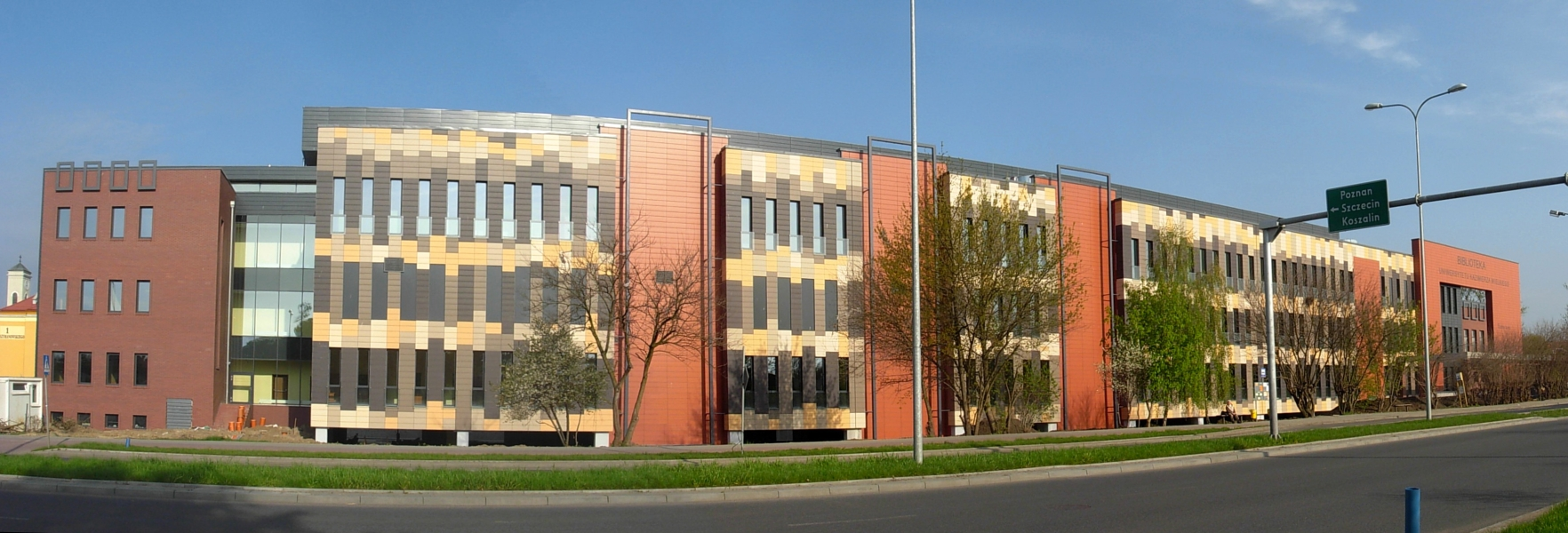
Biblioteka Główna UKW

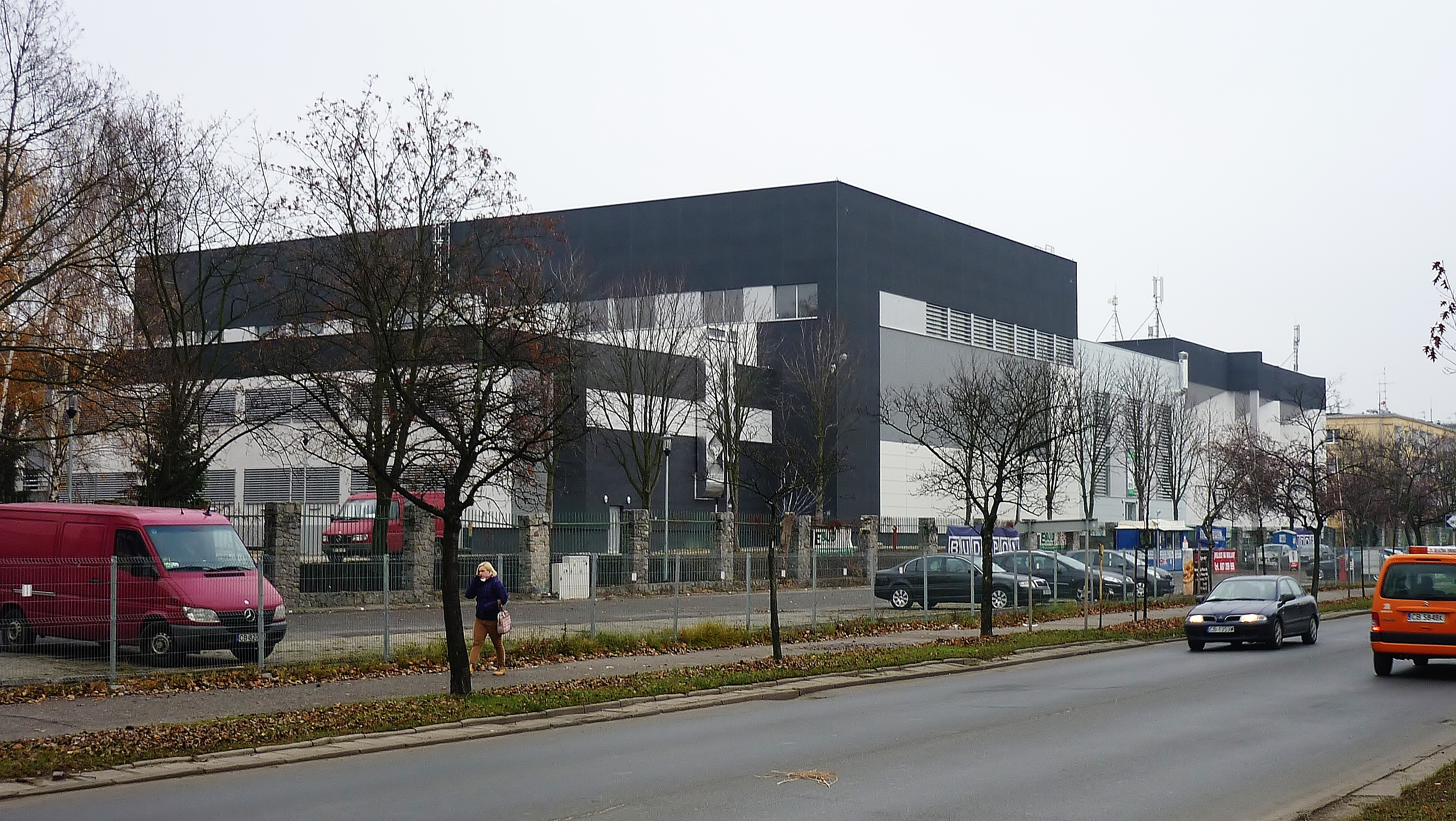
Centrum Kultury Fizycznej i Sportu

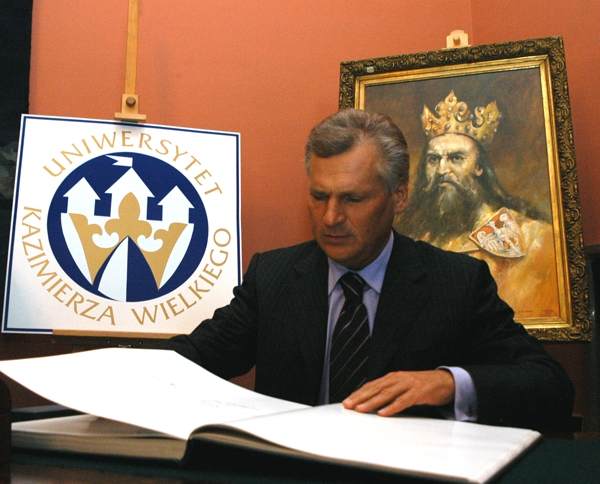
Prezydent RP Aleksander Kwaśniewski na uroczystej inauguracji roku akademickiego 2005/2006

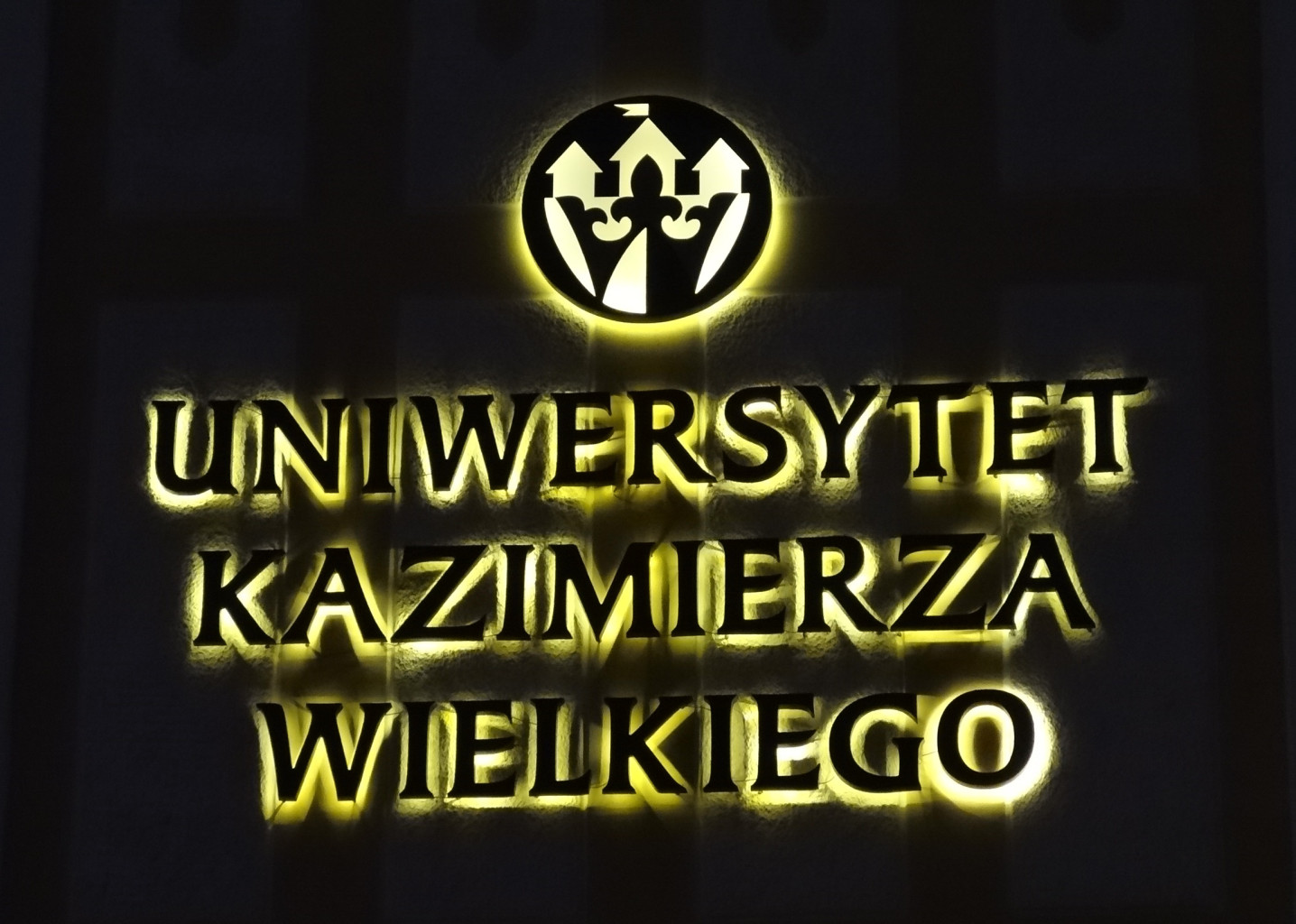
Logo Uniwersytetu na budynku Copernicanum

Uniwersytet Kazimierza Wielkiego w Bydgoszczy (UKW) – publiczna uczelnia (uniwersytet pełnoprofilowy) w Bydgoszczy, której geneza sięga 1969 r.

## Charakterystyka
Uniwersytet posiada siedemnaście wydziałów oraz dwa instytuty. Jest największą uczelnią w mieście i drugą w regionie kujawsko-pomorskim pod względem liczby profesorów, studentów i absolwentów, jak również liczby oferowanych kierunków studiów i form kształcenia. Proces dydaktyczny realizowany jest na studiach licencjackich i inżynierskich (I stopnia), jednolitych magisterskich (pięcioletnich), magisterskich uzupełniających (II stopnia) oraz doktoranckich (III stopnia). Uniwersytet prowadzi również studia podyplomowe o kilkudziesięciu specjalnościach. Ofertę edukacyjną tworzy ok. 100 kierunków studiów i specjalności. W 2019 roku na UKW studiowało 6,5 tysiąca studentów. W 2010 roku na uczelni pracowało ok. 1100 osób, w tym 665 nauczycieli akademickich, 150 profesorów (w tym 60 tytularnych).
W 2010 wydziały Uniwersytetu posiadały dziewięć uprawnień nadawania stopnia naukowego doktora (literaturoznawstwo, językoznawstwo, pedagogika, psychologia, historia, nauka o polityce, dyrygentura, biologia, mechanika) oraz dwa uprawnienia do nadawania stopnia doktora habilitowanego (pedagogika, historia).
Uczelnia bierze udział w wielu projektach badawczych oraz współpracuje z jednostkami polskimi i zagranicznymi (w 2010 r. 41 umów z uczelniami z 18 krajów). UKW prowadzi od 1999 bydgoski Ogród Botaniczny (arboretum) oraz liczne inicjatywy ukierunkowane na lokalną społeczność, m.in. Bydgoski Festiwal Nauki, Uniwersytet Trzeciego Wieku, Muzeum Dyplomacji i Uchodźstwa Polskiego, Szkołę NATO, Stowarzyszenie Etyki Słowa, Szlaki Pamięci oraz liczne konkursy i imprezy plenerowe. Osada wioślarska UKW co roku uczestniczy w regatach Wielka Wioślarska o Puchar Brdy, gdzie rywalizuje z osadami uczelni europejskich, w tym Oxfordu i Cambridge. Od 2008 uczestniczy również w prestiżowych regatach w Henley-on-Thames na Tamizie.

## Historia

### Do czasu założenia
Powstanie Uniwersytetu nawiązuje do wieloletnich starań ulokowania w Bydgoszczy uczelni wyższej typu uniwersyteckiego. W okresie zaboru pruskiego tę niezrealizowaną wizję motywowano głównie przyspieszeniem w regionie nadnoteckim i na Pomorzu procesów germanizacyjnych. Starania podejmowane od 1872 zostały uwieńczone w 1902 ulokowaniem w Bydgoszczy Instytutów Rolniczych, a w 1916 powstała Akademia Przemysłu Artystycznego, w zamyśle zalążek przyszłej uczelni artystycznej. W 1920 polskie władze, w związku z sytuacją na terenach wschodnich, zaproponowały przeniesienie Uniwersytetu Stefana Batorego z Wilna do Bydgoszczy. Idea ta okazała się wkrótce bezprzedmiotowa. Przejściowo w Bydgoszczy funkcjonowała natomiast Wyższa Szkoła Gospodarstwa Wiejskiego (1920–23). Po zakończeniu II wojny światowej sprawa ulokowania w województwie pomorskim (bydgoskim) uniwersytetu była jedną z zasadniczych kwestii nurtujących ówczesne władze i społeczeństwo. Prace przygotowawcze przebiegały z wielkimi trudnościami; przede wszystkim wielokrotnie zmieniały się koncepcje co do miejsca powołania i struktury uniwersytetu. Jedna z koncepcji – wysunięta m.in. przez prof. Ludwika Kolankowskiego – proponowała utworzenie na bazie przeniesionego do Polski Uniwersytetu Wileńskiego – uczelni sześciowydziałowej mieszczącej się w trzech miastach: Toruniu, Gdańsku i Bydgoszczy. Ostatecznie 24 sierpnia 1945 r. dekretem KRN powołano do życia Uniwersytet Mikołaja Kopernika w Toruniu, natomiast w Bydgoszczy w 1951 otwarto uczelnię techniczną, której rozwój po trudnym okresie w latach 50., nabrał dynamiki w latach 60. i 70. XX wieku. Dynamiczny rozwój szkolnictwa wyższego i środowiska naukowego w Bydgoszczy w latach 60. XX w., którego reprezentantem i wyrazicielem stało się od 1959 Bydgoskie Towarzystwo Naukowe, stworzył podstawy do ukształtowania się w Bydgoszczy obok istniejącego już ośrodka nauk technicznych i przyrodniczych, także ośrodka nauk humanistycznych i społecznych.

### Wyższa Szkoła Nauczycielska (1969–1974)
W konsekwencji tego procesu w roku akademickim 1968/1969 rozpoczęto prace nad powołaniem Wyższej Szkoły Nauczycielskiej. Wśród organizatorów uczelni, która należała do czterech pierwszych w Polsce samodzielnych szkół powstałych dla kształcenia nauczycieli szkół podstawowych na poziomie wyższym, byli ówcześni kierownicy Studium Nauczycielskiego: dr Edmund Trempała, dr Jerzy Konieczny, a od czerwca 1969 r. przybyły z WSP w Gdańsku doc. dr Jerzy Danielewicz, który został jej pierwszym rektorem. Uczelnię kreowano Zarządzeniem Ministra Oświaty i Szkolnictwa Wyższego 28 czerwca 1969. W 1971 nowym rektorem WSN został prof. dr hab. Bogdan Głębowicz.
Początkowo szkoła posiadała dwa wydziały:
- Humanistyczny z czterema kierunkami studiów: filologią polską, filologią rosyjską, historią z przysposobieniem obronnym oraz historią z wychowaniem obywatelskim;
- Matematyczno-Przyrodniczo-Pedagogiczny, z trzema kierunkami: wychowaniem fizycznym z biologią, nauczaniem początkowym z wychowaniem fizycznym, zajęciami technicznymi z fizyką.

Zorganizowano 8 zakładów naukowych oraz 6 pracowni specjalistycznych. Większość pracowników stanowili byli wykładowcy Stadium Nauczycielskiego. Część kadry pochodziła także z UMK w Toruniu i Uniwersytetu Gdańskiego.
Siedzibą uczelni był od początku budynek przy ul. Chodkiewicza 30, dotychczas użytkowany przez bydgoskie Studium Nauczycielskie. W 1971 uczelnia stała się szkołą trójwydziałową, a w 1972 kształciła 2,4 tys. studentów. Działalność kulturalna studentów ogniskowała się w otwartym w 1970 klubie „Beanus” w podziemiach budynku uczelni.

### Wyższa Szkoła Pedagogiczna (1974–2000)
W dniu października 1974 uczelnia otrzymała status akademicki poprzez przekształcenie w Wyższą Szkołę Pedagogiczną z uruchomieniem pełnego programu studiów magisterskich. W 1976 osiągnęła pełny czteroletni cykl kształcenia w ramach trzech wydziałów: humanistycznego z 5 kierunkami, pedagogicznego z 6 specjalnościami i matematyczno-przyrodniczego z 2 kierunkami. Ilościowemu rozwojowi uczelni towarzyszył wzrost bazy lokalowej, zaplecza naukowo-badawczego i kadry. W 1977 uczelnia zatrudniała 20 docentów i 56 doktorów. W 1979 na uczelni studiowało 4,4 tys. studentów, a kadra naukowa liczyła 254 osoby, w tym 5 profesorów, 30 docentów i 67 doktorów. W latach 1973–1975 zrealizowano program inwestycyjny, obejmujący budowę domu studenckiego ze stołówką przy ul. Ogińskiego, podobnego domu przy ul. Łużyckiej oraz stołówki przy ul. Jana Karola Chodkiewicza. Plan na lata 1975–1980 przewidywał budowę gmachu biblioteki głównej oraz 11-kondygnacyjnego budynku dydaktycznego z aulą na terenie między ul. Chodkiewicza i Powstańców Wlkp. W 1980 uczelnia dysponowała 4 domami studenckimi o 988 miejscach.
W latach 80. XX w. mimo dramatycznych wydarzeń politycznych i kryzysu gospodarczego, nastąpił dalszy rozwój uczelni. Próbowano wówczas zrealizować dwa pomysły: integracji uczelni z UMK w Toruniu lub przekształcenia jej w uniwersytet. Obie koncepcje nie znalazły uznania: pierwsza w toruńskim środowisku naukowym, a drugiej – mimo wstępnej decyzji Ministerstwa Oświaty – nie wprowadzono w życie. W 1986 uczelnia uzyskała pierwsze uprawnienia do nadawania stopnia naukowego doktora (pedagogika). W 1990 na WSP studiowało 5 tys. studentów na 12 kierunkach nauczania. Kadrę stanowiło m.in. 46 profesorów, 18 doktorów habilitowanych oraz 125 adiunktów. Bazę materialną powiększono o nowy budynek dla uczelnianej biblioteki.
W latach 90. XX w. uczelnia uzyskała znaczną dynamikę rozwojową, wyrażającą się m.in. w znaczącym przyroście liczby studentów i kadry naukowej. Od 1990 do 2000 r. liczba studentów wzrosła z 5 do 18 tys., a nauczycieli akademickich z 400 do 700. WSP kształciła w różnych formach i cyklach kształcenia. Oprócz pięcioletnich studiów magisterskich, oferowała również studia zawodowe (licencjackie), magisterskie uzupełniające w trybie dziennym i zaocznym oraz podyplomowe. Oprócz specjalności typowo pedagogicznych, istniały także kierunki uniwersyteckie, m.in. psychologia, obecna na bydgoskiej uczelni jako jedynej z wyższych szkół pedagogicznych w kraju. Uczelnia wyróżniała się także w kraju pod względem prowadzonych na niej badań naukowych. Słabą jej stroną była natomiast skromna baza lokalowa, gdyż WSP ominął boom inwestycyjny, jaki inne uczelnie przeżywały w latach 70. Baza noclegowa dla studentów obejmowała 5 akademików z ponad 1000 miejsc.
W 1994 pojawiła się koncepcja utworzenia Uniwersytetu Bydgoskiego z połączenia wszystkich istniejących w mieście uczelni publicznych. W świetle ówczesnych przepisów prawa, nowa federacyjna uczelnia spełniałaby z nawiązką kryteria uniwersyteckie. Gdy ta koncepcja nie zyskała uznania w bydgoskim środowisku naukowym, zaczęto forsować pomysł samodzielnego przekształcenia WSP w uniwersytet, poprzez stopniowy wzrost potencjału naukowego uczelni, popierany usilnie przez władze miejskie (darowizny budynków, mieszkań dla naukowców sprowadzanych z innych ośrodków itd.). Rada Miejska Bydgoszczy ustanowiła 1996 rokiem Uniwersytetu Bydgoskiego, a koncepcja powołania uniwersytetu stała się jednym ze strategicznych celów miasta i społeczeństwa regionu. Dzięki przychylności władz WSP poszerzyła bazę lokalową. Pozyskano budynki przy ul. Przemysłowej, Staffa, Chodkiewicza, Baczyńskiego, a w willi przy ul. Berwińskiego w 1998 umieszczono jedyne w kraju Muzeum Dyplomacji i Uchodźstwa Polskiego. Wzrastał także poziom naukowy kadry. Kolejne wydziały uzyskiwały uprawnienia do nadawania stopni naukowych: doktora – Wydział Humanistyczny (1997) i doktora habilitowanego – Wydział Pedagogiki i Psychologii (1998) i Humanistyczny (1999). W maju 1999 grupa posłów złożyła w kancelarii Sejmu RP wniosek o przekształcenie WSP w Akademię. Został on pozytywnie zaopiniowany przez Radę Główną Szkolnictwa Wyższego oraz komisję sejmową.

### Akademia Bydgoska (2000–2005)
W czerwcu 2000 na mocy uchwały sejmowej Wyższa Szkoła Pedagogiczna w Bydgoszczy została przekształcona w Akademię Bydgoską im. Kazimierza Wielkiego. Był to jedynie etap przejściowy w staraniach, których uwieńczeniem miało być przekształcenie uczelni w uniwersytet. Oferta edukacyjna Akademii w 2000 obejmowała 16 kierunków i 20 specjalności nauczania, z czego 12 uruchomiono w latach 90. XX w. Wśród nowych kierunków znalazły się filologie obce (angielska i niemiecka), lingwistyka, administracja, politologia, wychowanie fizyczne, biologia, geografia, fizyka i wiele innych. Uczelnia funkcjonowała nadal w strukturze trójwydziałowej; posiadała 5 uprawnień do nadawania stopnia naukowego doktora (pedagogika, psychologia, historia, literaturoznawstwo, językoznawstwo) i dwa – doktora habilitowanego.
W 2003 rektor AB prof. Adam Marcinkowski podjął ostatnią próbę fuzji uczelni z bydgoską Akademią Techniczno-Rolniczą, co przesądziłoby o utworzeniu Uniwersytetu Bydgoskiego. W 2004 władze Akademii Medycznej w Bydgoszczy nie zdecydowały się na jej włączenie do mającego powstać uniwersytetu, w zamian decydując się na fuzję z Uniwersytetem Mikołaja Kopernika w Toruniu. W obliczu fiaska tych inicjatyw, Akademia Bydgoska skoncentrowała się na samodzielnym spełnieniu kryteriów uniwersyteckich. Działania podejmowane w tym kierunku, które wspierały władze i społeczeństwo miasta zostały uwieńczone powodzeniem w 2005.

### Uniwersytet Kazimierza Wielkiego
W 2004 r. grupa ponad 100 posłów złożyła w Kancelarii Sejmu wniosek o przekształcenie Akademii Bydgoskiej w uniwersytet. 21 kwietnia 2005 r. Sejm RP przyjął ustawę o powołaniu Uniwersytetu Kazimierza Wielkiego w Bydgoszczy. 13 maja 2005 r. podpis pod ustawą złożył Prezydent Rzeczypospolitej Polskiej. Pierwszym rektorem został prof. dr hab. Adam Marcinkowski.
W okresie 2005–2010 uczelnia uzyskała kolejne cztery uprawnienia do nadawania stopnia naukowego doktora. W 2009 powołano nowy Wydział Administracji i Nauk Społecznych. Listę kierunków studiów wzbogacono m.in. o: filozofię, socjologię, kulturoznawstwo, dziennikarstwo i komunikację społeczną. Wśród nauk przyrodniczych pojawiły się: biotechnologia, ochrona środowiska, turystyka i rekreacja, mechatronika i inne. Poza tym uczelnia nadal jest głównym ośrodkiem kształcenia kadr pedagogicznych i psychologicznych w regionie kujawsko-pomorskim. Po 2005 podjęto remonty zabytkowych budynków w gestii uczelni (Copernicanum, budynki Instytutów Rolniczych, główny kampus przy ul. Chodkiewicza) oraz domów studenta.
Od 2009 r. UKW realizowała dwa europejskie projekty inwestycyjne poszerzające bazę materialną uczelni: budowę gmachu Biblioteki Głównej przy ul. Michała Kleofasa Ogińskiego, ukończoną w październiku 2013 r. (dofinansowanie z UE 42 mln zł) oraz oddane do użytku w lutym 2013 r. Uczelniane Centrum Edukacji Kultury Fizycznej i Sportu przy kompleksie „Polonii” (dofinansowanie z UE 21 mln zł). Ze środków UE zrealizowano również rozbudowę Laboratorium Mikotoksyn.
27 czerwca 2019 r. w budynku Biblioteki UKW uroczyście otwarto Muzeum Uniwersytetu Kazimierza Wielkiego w Bydgoszczy, w którym znalazły się historyczne insygnia, sztandary, odznaczenia, puchary, zdjęcia i plany uczelni. Gromadzone pamiątki i materiały dotyczą historii, organizacji, działalności naukowej, dydaktycznej, sportowej i kulturalnej, realizowanej od 1969 na UKW i jego historycznych poprzednikach, a także losów jego pracowników i absolwentów (ok. 100 ty. osób w ciągu półwiecza). Są to sprawozdania, nagrania, czasopisma, dyplomy, portrety. W trakcie tworzenia są zespoły archiwalne związane z działalnością chórów, klubów studenckich i organizacji związkowych. Równolegle odbywa się także selekcja wyposażenia i sprzętu badawczego oraz dydaktycznego pod kątem przydatności dla muzeum. Przekazywane przez jednostki uczelniane i indywidualnych ofiarodawców zbiory mają być zdigitalizowane, a przez to dostępne w sieci internetowej.
Oficjalnie muzeum powołane zostało zarządzeniem Rektora 6 lutego 2017 r..
W 2018 r. uczelnia została wyróżniona statuetką „Dobosz Powstania Wielkopolskiego”, przyznawaną przez Zarząd Główny Towarzystwa Pamięci Powstania Wielkopolskiego 1918/1919.

### Nazwy
- lata 1969–1974: Wyższa Szkoła Nauczycielska w Bydgoszczy z trzema wydziałami – Humanistycznym, Matematyczno-Przyrodniczym i Pedagogicznym;
- lata 1974–2000: Wyższa Szkoła Pedagogiczna w Bydgoszczy realizująca kształcenie pedagogiczne, a od końca lat 80. XX w. – oferująca także kierunki uniwersyteckie;
- lata 2000–2005: Akademia Bydgoska im. Kazimierza Wielkiego;
- od 2005 r.: Uniwersytet Kazimierza Wielkiego w Bydgoszczy – powstał 13 maja 2005.

## Poczet rektorów

### Uniwersytet Kazimierza Wielkiego w Bydgoszczy
1. prof. dr hab. Adam Marcinkowski (2005–2006)
2. prof. dr hab. Józef Kubik (2006–2012)
3. prof. dr hab. Janusz Ostoja-Zagórski (2012–2016)
4. prof. dr hab. Jacek Woźny (2016–2024)
5. prof. dr hab. Bernard Mendlik (od 2024)

## Władze uczelni
W kadencji 2024–2028:
| Stanowisko                                      | Imię i nazwisko                            |
| ----------------------------------------------- | ------------------------------------------ |
| Rektor                                          | prof. dr hab. Bernard Mendlik              |
| Prorektor ds. Nauki                             | prof. dr hab. Jacek Maciejewski            |
| Prorektor ds. Organizacji, Współpracy i Rozwoju | prof. dr hab. inż. Marek Macko             |
| Prorektor ds. Studenckich i Jakości Kształcenia | dr hab. Mirosława Szark-Eckardt, prof. UKW |

## Struktura organizacyjna
Od roku akademickiego 2022/2023:
- Kolegium I:
  - Wydział Filozofii
  - Wydział Historyczny
  - Wydział Językoznawstwa
  - Wydział Literaturoznawstwa
  - Wydział Nauk o Kulturze
- Kolegium II:
  - Wydział Edukacji Muzycznej
  - Wydział Pedagogiki
  - Wydział Psychologii
- Kolegium III:
  - Wydział Fizyki
  - Wydział Informatyki
  - Wydział Inżynierii Materiałowej
  - Wydział Kultury Fizycznej
  - Wydział Mechatroniki
  - Wydział Nauk Biologicznych
  - Wydział Nauk Geograficznych
  - Instytut Matematyki
- Kolegium IV:
  - Wydział Nauk o Polityce i Administracji
  - Wydział Prawa i Ekonomii
  - Instytut Komunikacji Społecznej i Mediów
- Jednostki ogólnouczelniane:
  - Kazimierzowski Uniwersytet Trzeciego Wieku
  - Biblioteka UKW
  - Centrum Badań Psychologicznych im. Kurta Lewina
  - Muzeum Dyplomacji i Uchodźstwa Polskiego
  - Wydawnictwo
  - Centrum Rewitalizacji Dróg Wodnych
  - Centrum Transferu Technologii i Innowacji
- Jednostki międzywydziałowe
  - Centrum Nauczania Języka Polskiego dla Obcokrajowców
  - Studium Języków Obcych
  - Studium Praktyk
  - Studium Wychowania Fizycznego
- Jednostki międzyuczelniane:
  - Centrum Komunikacji Klinicznej
  - Międzyuczelniane Centrum Medycyny Weterynaryjnej
- Administracja
  - Dział Inwestycji Remontów i Eksploatacji
  - Dział Zamówień Publicznych
  - Kancelaria Główna
  - Kwestor
  - Sekretariat Kanclerza
  - Zastępca Kanclerza
  - Archiwum Zakładowe
  - Domy Studenta i Hotele Asystenta
  - Dział Administracyjno-Gospodarczy
  - Dział Finansowy
  - Dział Płac
  - Zastępca Kwestora
  - Dział Informatyzacji
  - Zespół Radców Prawnych
  - Dział Nauki
  - Biuro ds. Stopni
  - Biuro Funduszy Europejskich
  - Biuro Współpracy Międzynarodowej
  - Dział Promocji
  - Dział Współpracy Społeczno-Gospodarczej
  - Biuro Karier
  - Dział ds. Osób z Niepełnosprawnościami
  - Dział Jakości i Organizacji Kształcenia
  - Dział Rekrutacji i Spraw Studenckich
  - Inspektorat BHP i Ppoż
  - Audytor wewnętrzny
  - Biuro ds. Obronnych
  - Biuro Ochrony Informacji Niejawnych
  - Biuro Rektora
  - Dział Kadr i Szkolenia
  - Rzecznik Prasowy

Do 30 września 2019:
- Wydział Administracji i Nauk Społecznych (ul. M.K. Ogińskiego 16)
  - Instytut Filozofii
  - Instytut Prawa, Administracji i Zarządzania
  - Katedra Informacji Naukowej i Bibliologii
  - Katedra Socjologii
- Wydział Humanistyczny (ul. Jagiellońska 11)
  - Instytut Filologii Polskiej i Kulturoznawstwa
  - Instytut Historii i Stosunków Międzynarodowych
  - Instytut Nauk Politycznych
  - Instytut Neofilologii i Lingwistyki Stosowanej
  - Katedra Dziennikarstwa, Nowych Mediów i Komunikacji Społecznej
  - Katedra Germanistyki
- Wydział Nauk Przyrodniczych[23] (ul. M.K. Ogińskiego 16)
  - Instytut Biologii Eksperymentalnej
  - Instytut Biologii Środowiska
- Wydział Pedagogiki i Psychologii (ul. J.K. Chodkiewicza 30)
  - Instytut Pedagogiki
  - Instytut Psychologii (ul. L. Staffa 1)
- Wydział Matematyki, Fizyki i Techniki (ul. J.K. Chodkiewicza 30)
  - Instytut Techniki
  - Instytut Fizyki
  - Instytut Matematyki
  - Instytut Mechaniki i Informatyki Stosowanej
- Wydział Kultury Fizycznej, Zdrowia i Turystyki[24]
  - Instytut Geografii
  - Instytut Kultury Fizycznej (ul. M.K. Ogińskiego 16)
- Wydział Edukacji Muzycznej[25] (od 1 stycznia 2015 przekształcony w instytut na prawach wydziału[26])
  - Katedra Dyrygentury
  - Katedra Dydaktyki Fortepianu
  - Katedra Edukacji i Animacji Kultury Muzycznej
  - Katedra Kształcenia Wokalnego
  - Katedra Teorii Muzyki
  - Zakład Muzyki Instrumentalnej i Estradowej
- Jednostki międzywydziałowe
  - Studium Języków Obcych
  - Studium Pedagogiczne
  - Studium Praktyk Zawodowych
  - Studium Wychowania Fizycznego i Sportu
- Jednostki ogólnouczelniane
  - Biblioteka Uniwersytetu Kazimierza Wielkiego – zawiera ponad 730 tys. woluminów;
  - Alliance française (od 2002) – zajmuje się nauczaniem języka francuskiego, włoskiego i hiszpańskiego oraz organizowaniem imprez kulturalnych;
  - Centrum Badań Psychologicznych im. Kurta Lewina (od 2005 r.) – jedyny ośrodek w Europie Środkowo-Wschodniej promujący teorię Lewina;
  - Centrum Nauczania Języka Polskiego dla Obcokrajowców;
  - Kazimierzowski Uniwersytet Trzeciego Wieku (od 1996);
  - Muzeum Dyplomacji i Uchodźstwa Polskiego (od 1998) – gromadzi materiały dotyczące dziejów polskiej dyplomacji i emigracji; przy muzeum powstał w 2008 Ośrodek Badań i Dokumentacji Polskich Służb Konsularnych (jedyna w kraju placówka tego typu), nad którym patronat sprawuje Ministerstwo Spraw Zagranicznych;
  - Wydawnictwo

## Kierunki studiów
Od 1 października UKW posiada 4 kolegia, na których dostępne są następujące kierunki:
- Kolegium I:
  - edytorstwo
  - filologia angielska
  - filologia polska
  - filologia rosyjska
  - filozofia
  - germanistyka
  - historia
  - kulturoznawstwo
  - lingwistyka stosowana angielsko-arabska
  - lingwistyka stosowana angielsko-niemiecka
  - lingwistyka stosowana angielsko-rosyjska
  - lingwistyka stosowana niemiecko-rosyjska
  - lingwistyka stosowana rosyjsko-chińska
  - przewodnictwo i pilotaż turystyczny
  - stosunki międzynarodowe
  - wojskoznawstwo
  - zarządzanie dziedzictwem kulturowym i ochrona zabytków
- Kolegium II:
  - edukacja artystyczna w zakresie sztuki muzycznej
  - logopedia
  - pedagogika opiekuńcza z profilaktyką uzależnień i socjoterapią (profil praktyczny)
  - pedagogika przedszkolna i wczesnoszkolna
  - pedagogika resocjalizacyjna (studia dualne o profilu praktycznym)
  - pedagogika, studia I stopnia
  - pedagogika, studia II stopnia
  - pedagogika wczesnoszkolna
  - praca socjalna
  - psychologia
- Kolegium III:
  - Fizyka (stacjonarne I i II stopnia)
  - Geografia (stacjonarne I i II stopnia)
  - Matematyka (stacjonarne II stopnia)
  - Mechatronika (stacjonarne I i II stopnia)
  - Rewitalizacja dróg wodnych (stacjonarne I stopnia)
  - Turystyka i rekreacja (stacjonarne I i II stopnia)
  - Wychowanie fizyczne (niestacjonarne II stopnia)
  - Zarządzanie kryzysowe w środowisku (stacjonarne I stopnia)
  - Bezpieczeństwo i higiena pracy (stacjonarne I stopnia)
  - Informatyka (stacjonarne I i II stopnia)
  - Inżynieria bezpieczeństwa (stacjonarne I stopnia)
  - Inżynieria materiałowa (stacjonarne I i II stopnia)
  - Inżynieria techniczno-informatyczna (stacjonarne I stopnia)
  - Matematyka (stacjonarne I stopnia)
  - Mechatronika (niestacjonarne I stopnia)
  - Biologia (stacjonarne I i II stopnia)
  - Biotechnologia (stacjonarne I i II stopnia)
  - Informatyka (niestacjonarne II stopnia)
  - ochrona środowiska (stacjonarne II stopnia)
  - wychowanie fizyczne (stacjonarne i niestacjonarne I stopnia)
- Kolegium IV:
  - administracja
  - bezpieczeństwo narodowe
  - cyberdemokracja i studia nad rozwojem
  - dziennikarstwo i komunikacja społeczna
  - ekonomia
  - humanistyka drugiej generacji
  - informacja naukowa i bibliotekoznawstwo
  - innowacyjność i zarządzanie sferą publiczną
  - kryminologia
  - politologia
  - prawo
  - prawo w biznesie
  - socjologia
  - zarządzanie bezpieczeństwem narodowym

Przed zmianą na kolegia UKW posiadał 7 wydziałów, na których dostępne były następujące kierunki:
- Wydział Administracji i Nauk Społecznych
  - Administracja
  - Filozofia
  - Informacja naukowa i Bibliotekoznawstwo
  - Socjologia
- Wydział Humanistyczny
  - Bezpieczeństwo narodowe
  - Dziennikarstwo i Komunikacja społeczna
  - Filologia (specjalności: angielska, germańska, rosyjska, lingwistyka stosowana)
  - Filologia polska
  - Historia
  - Humanistyka drugiej generacji (specjalności: Człowiek cyfrowy, Gamedec – badanie i projektowanie gier)
  - Innowacyjność i zarządzanie sferą publiczną
  - Kulturoznawstwo
  - Politologia
  - Regionalistyka europejska
  - Stosunki międzynarodowe
  - Turystyka krajoznawcza i kulturowa
  - Zarządzanie dziedzictwem kulturowym i Ochrona zabytków
- Wydział Nauk Przyrodniczych
  - Biologia
  - Biotechnologia
  - Ochrona środowiska
- Wydział Pedagogiki i Psychologii
  - Logopedia
  - Pedagogika
  - Pedagogika wczesnoszkolna
  - Praca socjalna
  - Psychologia
- Wydział Matematyki, Fizyki i Techniki
  - Bezpieczeństwo i higiena pracy
  - Edukacja techniczno-informatyczna
  - Fizyka
  - Informatyka
  - Inżynieria bezpieczeństwa
  - Inżynieria materiałowa
  - Matematyka
  - Mechatronika
- Wydział Kultury Fizycznej, Zdrowia i Turystyki
  - Geografia (katedra utworzona w 1995, od 2001 instytut)
  - Rewitalizacja Dróg Wodnych
  - Turystyka i Rekreacja
  - Wychowanie fizyczne
- Wydział Edukacji Muzycznej
  - Edukacja artystyczna w zakresie sztuki muzycznej

## Baza lokalowa
Niektóre budynki w gestii uczelni:
| Adres budynku                                                                    | Rok powstania | Dzielnica        | Uwagi | Zdjęcie |
| Budynek przy ul. J.K. Chodkiewicza 30 – kampus główny (Collegium Maius)          | 1938          | Śródmieście      | Mieści Rektorat, Dział Jakości Kształcenia, Wydział Pedagogiki, Wydział Inżynierii Materiałowej, Wydział Nauk Biologicznych, Wydział Edukacji Muzycznej, Wydział Językoznawstwa. W 2020 zakończono remont dachu (koszt: 250 tys. zł) i rozpoczęto przebudowę trzykondygnacyjnego budynku, pełniącego od początku lat 90. do 2013 funkcję biblioteki (wcześniej znajdowała się tu kamienna pergola), co przyniosło 50 dodatkowych sal dydaktycznych. |         |
| ul. M. Kopernika 1 – Copernicanum                                                | 1907          | Śródmieście      | Wydział Mechatroniki, Wydział Informatyki |         |
| pl. J. Weyssenhoffa 11 – dawny budynek główny Instytutów Rolniczych w Bydgoszczy | 1906          | Śródmieście      | Wydział Prawa i Ekonomii |         |
| al. Ossolińskich 12 – dawny budynek Instytutów Rolniczych w Bydgoszczy           | 1906          | Śródmieście      | Wydział Nauk Biologicznych |         |
| ul. Powstańców Wlkp. 2 – dawny budynek Instytutów Rolniczych w Bydgoszczy        | 1906          | Śródmieście      | Wydział Fizyki, Instytut Matematyki |         |
| pl. Kościeleckich 8                                                              | 1890          | Stare Miasto     | Budynek w gestii uczelni od 2010 r., od 2017 mieści Wydział Nauk Geograficznych |         |
| ul. Szymanowskiego 3                                                             | 2013          | Śródmieście      | Biblioteka Główna UKW – mieści również Instytut Komunikacji Społecznej i Mediów |         |
| ul. L. Staffa 1                                                                  | 1976          |                  | Wydział Psychologii, Centrum Pomocy Psychologicznej |         |
| ul. Grabowa 2                                                                    | 1953          | Osiedle Leśne    | Budynek przestał pełnić funkcję dydaktyczne dla studentów. Obecnie mieści się tam Szkoła ISOB. W podziemiach schron przeciwatomowy o powierzchni 500 m kw., ze stropem ze zbrojonego betonu o grubości 80 cm, który miał wytrzymać wybuch nuklearny i zawalenie trzech kondygnacji budynku. Obok budynku, wśród zieleni znajduje się niewidoczny, ukryty w ziemi zbiornik na paliwo, a na dawnym boisku szkolnym, kilkadziesiąt metrów od budynku znajduje się wyjście awaryjne. Do schronu prowadzą cztery pary stalowych drzwi. Przeznaczony dla sześćdziesięciu osób obiekt jest samowystarczalny, posiada własne ujęcie wody, zbiorniki wody, zbiornik ścieków i dieslowski silnik „Wola" napędzający agregat prądotwórczy. Jest akumulatorownia, czerpnia i filtry powietrza oraz węzeł łączności i sanitariaty, a także kuchnia i sala konferencyjna oraz miejsca do wypoczynku. |         |
| ul. Jagiellońska 11                                                              | 1954          | Śródmieście      | Wydział Literaturoznawstwa, Wydział Nauk o Kulturze |         |
| ul. ks. J. Poniatowskiego 12                                                     | 1934          | Śródmieście      | Wydział Nauk o Polityce i Administracji, Wydział Historyczny, Wydział Nauk Biologicznych |         |
| ul. R. Berwińskiego 4                                                            | 1910          | Śródmieście      | Muzeum Dyplomacji i Uchodźstwa Polskiego |         |
| ul. M.K. Ogińskiego 16                                                           | 1975          | Śródmieście      | Wydział Filozofii |         |
| ul. Łużycka 21                                                                   | 1975          | Skrzetusko       | Dom Studenta |         |
| ul. Łużycka 24                                                                   | 1975          | Skrzetusko       | Dom Studenta |         |
| ul. Sportowa 2                                                                   |               | Skrzetusko       | Centrum Kultury Fizycznej i Sportu (pływalnia i hala sportowa dawnego BKS Polonia przebudowane w latach 2010–2012), Wydział Nauk o Zdrowiu i Kulturze Fizycznej |         |
| ul. Bośniacka 3                                                                  | 1956          | Wzgórze Wolności | International School of Bydgoszcz (od 2019; dawniej szkoła podstawowa nr 56; planowana przebudowa do 2021) |         |

## Medale Uniwersytetu Kazimierza Wielkiego
- za zasługi dla powstania Uczelni (25 kwietnia 2007):
  - senaty uniwersytetów Jagiellońskiego, Wrocławskiego i Mikołaja Kopernika
  - prezydent Bydgoszczy Konstanty Dombrowicz
  - Rada Miasta Bydgoszczy

## Znani absolwenci
- Sebastian Chmara – lekkoatleta, działacz sportowy
- Sławomir Jeneralski – dziennikarz, polityk
- Magdalena Tul – piosenkarka, uczestniczka konkursu Eurowizja 2011
- Jerzy Wenderlich – polityk, wicemarszałek Sejmu VI i VII kadencji